# Loreto kommun, Argentina
Departamento de Loreto är en kommun i Argentina.   Den ligger i provinsen Santiago del Estero, i den norra delen av landet, 900 km nordväst om huvudstaden Buenos Aires. Antalet invånare är 884 144.
Trakten runt Departamento de Loreto består i huvudsak av gräsmarker. Runt Departamento de Loreto är det mycket glesbefolkat, med 6 invånare per kvadratkilometer.